# 日本ジェネリック
日本ジェネリック株式会社（にほんジェネリック、英: NIHON GENERIC CO., LTD.）は、東京都港区芝に本社を置く、後発医薬品の製造を行う企業である。

## 概要
2005年1月に日本調剤の完全子会社として東京都中央区八重洲に設立。ジェネリック医薬品に特化した医療用医薬品の製造販売及び研究開発を行う。
親会社である日本調剤の薬局に加え、全国の医療機関・薬局へジェネリック医薬品の製造・販売、供給を行っている。また、日本調剤の長生堂製薬買収に伴い、2013年4月より長生堂製薬の販売部門を担当しており、2021年11月からは当社の子会社となっている。
少子高齢化問題や医療費増大などの社会的背景によりジェネリック医薬品への関心が高まる中、2015年に茨城県つくば市に第二工場建設を決定し、急速な需要拡大に向けた生産設備の増強を行っている。2018年4月の第二工場稼働により年間最大生産能力は100億錠超となる見通し。また、札幌、茨城、埼玉、大阪に物流センターを開設しニーズに合わせた安定した供給体制を実現。

## 沿革
- 2004年
  - 4月 - 日本調剤株式会社本社薬剤本部に製薬部を設置（日本ジェネリック設立準備開始）。
  - 11月 - 医薬品製造販売業許可取得準備開始。
- 2005年
  - 1月 - 日本ジェネリック株式会社設立。本社は東京都中央区八重洲の日東紡ビルに置かれた。
  - 4月 - 東京都より、第1種・第2種医薬品製造販売業許可取得。
  - 5月 - 青山ラボ（試験研究施設）開設。
  - 7月 - 本社を兼松ビル（東京都中央区京橋）に移転。
- 2006年
  - 1月 - 医薬品販売業許可取得。
  - 4月 - 札幌、東北、東京、横浜、名古屋、大阪、広島、九州の各支店を開設。ジェネリック医薬品販売開始（100品目を導入により販売）。
- 2007年
  - 5月 - 青山ラボを閉鎖し、医薬研究所（つくば市）開設。
  - 7月 - 初の自社製造販売承認品目が薬価基準収載。
  - 10月 - つくば工場取得。
  - 11月 - 本社をグラントウキョウノースタワー（東京都千代田区丸の内）に移転。
  - 12月 - つくば工場内に物流センター開設。
- 2008年10月 - つくば第二工場取得。
- 2009年1月 - 医薬品製造業許可取得。
- 2010年
  - 4月 ‐ 大阪市に西日本物流センター開設、物流センターを東日本物流センターに改称。
  - 10月 - 自社製造品目の出荷を開始。
- 2011年
  - 4月 - 製剤研究部をつくば工場内に移転。
  - 6月 - 東日本物流センターを茨城県かすみがうら市に移転。
- 2012年4月 ‐ 京都支店、神戸支店開設。横浜支店を横浜三井ビルディング（神奈川県横浜市西区高島）に移転。
- 2013年2月 - 埼玉県久喜市に関東物流センターを開設。
- 2015年2月 - 春日部工場取得。医薬研究所をつくば研究所に改称。
- 2016年10月 - 北海道江別市に札幌物流センター開設。
- 2021年11月 - 長生堂製薬の全株式を親会社の日本調剤より譲受し、子会社化[4]
- 2024年8月 - 本社を田町タワー（東京都港区芝）に移転

## 事業所
- 本社
- つくば研究所
- つくば工場
- つくば第二工場
- 春日部工場（つくば第二工場完成に伴い、ニプロファーマに売却）
- 東日本物流センター（茨城県かすみがうら市）
- 西日本物流センター（京都府久世郡久御山町）
- 札幌物流センター（北海道江別市）
- 札幌支店（北海道札幌市）
- 東北支店（宮城県仙台市）
- 東京支店（東京都千代田区）
- 横浜支店（神奈川県横浜市）
- 名古屋支店（愛知県名古屋市）
- 大阪支店（大阪府大阪市）
- 広島支店（広島県広島市）
- 九州支店（福岡県福岡市）